# Bruce Green
Bruce Green (ur. w Nowym Jorku) – amerykański montażysta filmowy.

## Wybrana filmografia
- 2009: Duchy moich byłych (Ghosts of Girlfriends Past)
- 2007: Chłopiec z Marsa (Martian Child)
- 2005: Jak w niebie (Just Like Heaven)
- 2004: Pamiętnik księżniczki 2: Królewskie zaręczyny (The Princess Diaries 2: Royal Engagement)
- 2003: Zakręcony piątek (Freaky Friday)
- 2002: Guru (The Guru)
- 2001: Pamiętnik księżniczki (The Princess Diares)
- 2000: Agent XXL (Big Momma's House)
- 1999: Gorsza siostra (The Other Sister)
- 1997: Alex – sam w domu (Home Alone 3)
- 1996: Fenomen (Phenomenon)
- 1990: Młode strzelby II (Young Guns II)
- 1986: Piątek, trzynastego VI: Jason żyje (Friday the 13th Part VI: Jason Lives)
- 1986: Prima aprilis (April Fool's Day)
- 1984: Indiana Jones i Świątynia Zagłady (Indiana Jones and the Temple of Doom) (asystant montażysty)
- 1976: Cannonball (asystant montażysty)